# Mariana Xochiquétzal Rivera García
Mariana Xochiquétzal Rivera García (Ciudad de México, 22 de diciembre de 1983) es una antropóloga y cineasta mexicana. Entre su trabajo de cortometraje documental, se encuentra Sueños de Mayo (2011) y Telares Sonoros (2014), este último ganador del primer lugar en el III Festival Metropolitano de Cineminutos y Nanometrajes en 2014. Debutó, en largometrajes, con el documental Nos pintamos solas (2013) y en 2018 estrenó su segundo documental Mujer. Se va la vida, compañera sobre la obra del compositor y músico mexicano León Chávez Teixeiro.   

## Formación
Mariana tiene un doctorado en Ciencias Antropológicas por la Universidad Autónoma Metropolitana Unidad Iztapalapa, una maestría en Antropología Visual por la Facultad Latinoamericana de Ciencias Sociales en Ecuador y la licenciatura la realizó en Antropología Social en la Escuela Nacional de Antropología e Historia del Instituto Nacional de Antropología e Historia (INAH) de México. Además de su trabajo en torno a la antropología visual y cine etnográfico, se ha desempeñado como documentalista, realizando investigaciones sobre memoria, tejido y conflictos sociales, y más recientemente sobre narrativas transmedia.
Es investigadora de la Dirección de Etnología y Antropología Social del INAH. En el 2018 su tesis de doctorado obtuvo el segundo lugar en el concurso de tesis Sor Juana Inés de la Cruz que otorga el Instituto Nacional de las Mujeres.

## Publicaciones

### Libros
- Agua de tiempo, preservando nuestra medicina. Publicado por el PACMYC, Estado de México (2010).
- Filmar lo invisible: sueños, ficción y etnografía entre los tiemperos en México (2014).

### Ensayos fotográficos
- Sólo venimos a dormir, sólo venimos a soñar en la revista Maguaré (2014).
- No sólo hilos se tejen en la Revista Bricolage Número 20, 2013-2014 de la UAM – I (2014).
- Publicación de fotografías seleccionadas para exponer en el Concurso de fotografía del IV Congreso Latinoamericano de Antropología 2016. En Boletín Colegio de Etnólogos y Antropólogos Sociales, A.C. Los debates teóricos sobre las antropologías latinoamericanas. 40 Aniversario del CEAS. 2016 (2016) .

### Artículos
- (2015) “Telares Sonoros” en el Número 25: Travesías de la antropología visual en México, de la Revista Chilena de Antropología Visual . Santuago, 2015 (1).
- (2017) Tejer y Resistir. Etnografías Audiovisuales y Narrativas Textiles” en la Revista Universitas .

- (2018) “¿La etnografía a la realidad como el documental a la verdad? Antropología sensorial y creatividad etnográfica” para el libro La mirada insistente. Repensando el archivo, la etnografía y la participación"
- (2018) “El hilo de la memoria”[4] en la sección EncArtes Multimedia de la Revista Digital Multimedia Encartes Antropológicos del CIESAS-Occidente. Vol. 1 No.2. Otoño, 2018.
- (2018) “¿La etnografía a la realidad como el documental a la verdad? Antropología sensorial y creatividad etnográfica”, En La mirada insistente. Repensando el archivo, la etnografía y la participación . Christian León M. Y María Fernanda Troya (eds). Quito: Universidad Andina Simón Bolívar. 2018.
- (2018) Rivera García, Mariana Xochiquétzal. “Narrativas textiles y procesos creativos. Una experiencia de intercambio y creación colectiva entre tejedoras mexicanas y colombianas” En Gutiérrez Del Ángel Christoph y Cecilia Fuentes (Eds.) Antropología Visual y epistemes de la imagen. México: El Colegio de San Luis.
- (2019) “La Flor de Xochistlahuaca. Tradición textil, memoria y resistencia” (traducido en alemán) para una publicación del Museo Fraven Kultur en Nürnberg, Alemania: Rivera, Mariana: Die Blume von Xochistlahuaca:  Textile Tradition, Erinnerung und Widerstand , in: Franger, Gaby (ed): Alltag.Erinnung.Kultur. Aktion. Rück Blick Nach Vorn; Frauen in der Einen Welt, Nürnberg 2019, pp 132-139.
- (2019) “Oficios Creativos: Narrativa Transmedia y Antropología Visual” para el libro Dimensoes Transmídia. Fernando Irigaray, Vicente Gosciola & Teresa Piñero-Otero (Orgs). Aveiro: Ria Editorial. Portugal.

- "Narrativas textiles y procesos creativos. Una experiencia de intercambio y creación colectiva entre tejedoras mexicanas y colombianas” en el libro Antropología Visual y epistemes de la imagen (2018), y “Textile Tradition, Erinnerung und Widerstand” para el libro Alltag.Erinnung.Kultur. Aktion, Nürnberg, Alemania (2019).

## Filmografía
Su proyecto transmedia Oficios Creativos ha sido apoyado por el Fondo de Fomento y Coinversiones del FONCA para su realización en la emisión 2020.

### Documentales
| Año  | Título                                      | Notas |
| ---- | ------------------------------------------- | --- |
| 2025 | Macula                                      | |
| 2020 | Flores de la llanura                        | Ganador del 20.º Concurso de cortometrajes por regiones de IMCINE                                                               |
| 2020 | Tezcatlipoca                                | |
| 2020 | Mantas que curan                            | |
| 2018 | Mujer. Se va la vida, compañera             | Ganador del estímulo DOCTV Latinoamérica                                                                                        |
| 2018 | Huellas: puntadas y caminares de la memoria | |
| 2016 | Doña Fili: la voz del agua                  | Cineminuto para campaña de fondeo de la cooperativa La Flor de Xochistlahuaca; también conocido como Re-tejiendo nuestro taller |
| 2016 | Huellas para la memoria                     | |
| 2014 | Nos pintamos solas                          | |
| 2014 | Telares sonoros                             | |
| 2013 | Escribiendo sobre el telar                  | |
| 2013 | Tejer para no olvidar                       | |

### Videoclips musicales y documentales
- “El principitote”- Botellita de Jerez

- “La calaca”- El Mastuerzo

- “En otra vida”- Rabia

- “Toci”- Alfonso Fernández (Cuicatontli)

- “Colibrí: un canto colectivo para Dante Ocampo Servín”- Leticia Servín

- Producción del concierto del Coro Acardenchado para el festival Celebrate Mexico Now

## Premios y reconocimientos
1. (2014)     Primer lugar en la Tercera Edición del Festival Metropolitano de Cineminutos y Nanometrajes organizado por la UAM-I con “Telares Sonoros”.
2. (2015)     Primer lugar en la categoría videominuto en el 10.º Festival de Cine Latinoamericano de la Plata, Argentina con “Telares Sonoros”.
3. (2015)     Primer lugar en el Concurso de Fotografía sobre el Fenómeno Religioso en México organizado por el Centro INAH Yucatán y la Red de Investigadores     del Fenómenos Religioso en México.
4. (2015)     Premio a mejor documental y mejor dirección en el Festival Internacional de Cine de Fusagasugá, Colombia por el largometraje documental “Nos     pintamos solas”.
5. (2016)     Mención especial en el I Concurso Internacional de Cortometraje “Latinoamérica a Debate” por el documental “El hilo de la memoria”.
6. (2017)     Ganadora del Fondo DOCTV Latinoamérica edición VI representando a México para la realización del documental “Se va la vida, compañera”.
7. (2018)     Segundo lugar en la categoría Doctorado en la novena edición del concurso de tesis en género Sor Juana Inés de la Cruz organizado por         INMUJERES.
8. (2018)     Medalla al mérito universitario por la UAM-I.
9. (2018)     Premio a Mejor Largometraje Documental en la IV edición del Festival Internacional de Cine de Mérida y Yucatán con la película “Se va la vida,     compañera”.
10. (2019)     Premio del Público mejor documental en el Festival DocsXapala con la película “Se va la vida, compañera”.[6]
11. (2019)     Premio a mejor medio metraje documental en el 8.º Festival Internacional de Cine Socio ambiental de Río de Janeiro, Brasil.
12. Candidatura aceptada en el Sistema Nacional de Investigadores de CONACYT para el periodo 2020-2022.
13. (2019)     Mención honorífica en el Premio a Mejor Tesis de Doctorado en Ciencias Antropológicas 2019. Concurso realizado por la Universidad Autónoma     Metropolitana.